# Cubierta (construcción)

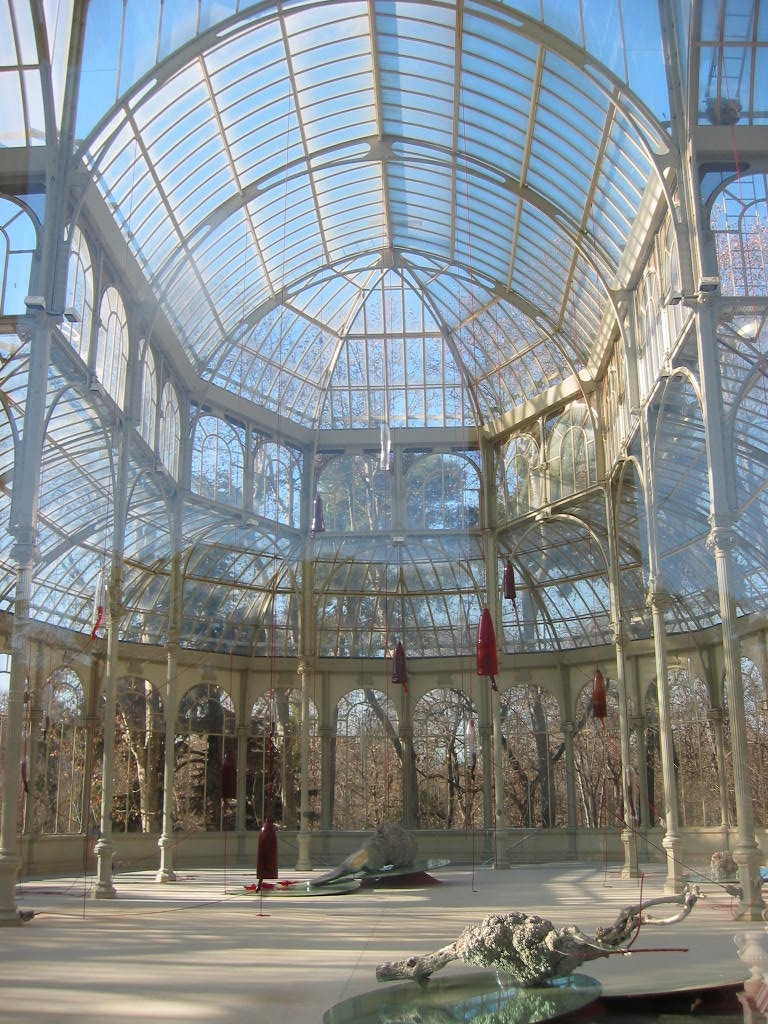
Cubierta acristalada del Palacio de cristal, en Madrid.

Una cubierta (también cubrición) es un elemento constructivo que protege a los edificios en la parte superior y, por extensión, a la estructura sustentante de dicha cubierta. Aunque el conjunto de ambas cosas, cubierta y estructura tiene un nombre más específico: techumbre. 
Cuando el material que forma la cubierta es la teja, se llama tejado, aunque a menudo se entiende por tejados, otros tipos de cubierta inclinada.

## Utilidad
Una cubierta tiene más de una función. Puede proporcionar cualquiera de las siguientes funciones o todas ellas:

1. Para arrojar agua, es decir, evitar que el agua se estanque en la superficie del techo. El agua estancada en la superficie del tejado aumenta la carga viva en la estructura del tejado, lo cual es un problema de seguridad. El agua estancada también contribuye al deterioro prematuro de la mayoría de los materiales para tejados. Las garantías de algunos fabricantes de los tejados se anulan debido al agua estancada.

2.	Para proteger el interior del edificio de los efectos de los elementos climáticos como la lluvia, el viento, el sol, el calor y la nieve.

3.	Para proporcionar aislamiento térmico. La mayoría de los ensamblajes de tejados comerciales/industriales modernos incorporan paneles de aislamiento o aislamiento de guata. En la mayoría de los casos, el Código Internacional de Construcción y el Código Residencial Internacional establecen el valor R mínimo requerido dentro del ensamblaje del tejado.

4.	Para funcionar durante la vida útil esperada. Todos los materiales estándar para cubiertas tienen historias establecidas de su respectiva longevidad, basadas en evidencia anecdótica. La mayoría de los materiales para cubiertas durarán mucho después de que haya vencido la garantía del fabricante, con un mantenimiento continuo adecuado y sin daños por tormentas. Las cubiertas de metal y tejas pueden durar cincuenta años o más. Las tejas de asfalto pueden durar entre 30 y 50 años. Los tejados construidos con alquitrán de hulla pueden durar cuarenta años o más. Los tejados de una sola capa pueden durar veinte años o más.

5. Proporcione una apariencia deseada y sin imperfecciones. Algunos tejados se seleccionan no solo por las funciones anteriores, sino también por su estética, similar al revestimiento de paredes. A menudo se pagan precios superiores por ciertos sistemas debido a su apariencia atractiva y "atractivo exterior".

### Aislamiento
Debido a que el propósito de una cubierta es proteger a las personas y sus posesiones de los elementos climáticos, las propiedades aislantes de un tejado son una consideración en su estructura y la elección del material del tejado.
Algunos materiales para cubiertas, en particular los de material fibroso natural, como la paja, tienen excelentes propiedades aislantes. Para aquellos que no lo hacen, a menudo se instala aislamiento adicional debajo de la capa exterior. En los países desarrollados, la mayoría de las viviendas tienen un techo instalado debajo de los miembros estructurales del tejado. El propósito de un techo es aislar contra el calor y el frío, el ruido, la suciedad y, a menudo, de los excrementos de los pájaros que frecuentemente eligen los tejados como lugares para anidar.
Las baldosas de hormigón se pueden utilizar como aislamiento. Cuando se instala dejando un espacio entre las tejas y la superficie del techo, puede reducir el calentamiento causado por el sol.
Las formas de aislamiento son fieltro o láminas de plástico, a veces con una superficie reflectante, instalada directamente debajo de las tejas u otro material; guata de espuma sintética colocada sobre el techo y productos de papel reciclado y otros materiales similares que se pueden insertar o rociar en las cavidades del techo. Los techos fríos son cada vez más populares, y en algunos casos son exigidos por los códigos locales. Los techos fríos se definen como techos con alta reflectividad y alta emisividad térmica.
Los techos mal aislados y ventilados pueden sufrir problemas como la formación de bloques de hielo alrededor de los aleros que sobresalen en climas fríos, lo que hace que el agua de la nieve derretida en las partes superiores del techo penetre en el material del techo. Las acumulaciones de hielo ocurren cuando el calor se escapa a través de la parte superior del techo y la nieve en esos puntos se derrite, se vuelve a congelar mientras gotea a lo largo de las tejas y se acumula en forma de hielo en los puntos más bajos. Esto puede resultar en daño estructural por estrés, incluyendo la destrucción de canaletas y sistemas de drenaje.

### Drenaje
El trabajo principal de la mayoría de los tejados es evitar la entrada de agua. La gran área de un tejados repele mucha agua, la cual debe ser dirigida de manera adecuada, para que no cause daños o molestias.
Los techos planos de las viviendas de adobe generalmente tienen una pendiente muy leve. En un país de Oriente Medio, donde el techo puede usarse para recreación, a menudo está tapiado y se deben proporcionar orificios de drenaje para evitar que el agua se acumule y se filtre a través del material poroso del techo.
Problemas similares, aunque en una escala mucho mayor, enfrentan los constructores de propiedades comerciales modernas que a menudo tienen techos planos. Debido a la naturaleza muy grande de tales techos, es esencial que la piel exterior sea de un material altamente impermeable. La mayoría de las estructuras industriales y comerciales tienen techos convencionales de baja inclinación.
En general, la inclinación del techo es proporcional a la cantidad de precipitación. Las casas en áreas de poca lluvia frecuentemente tienen techos de pendiente baja mientras que aquellas en áreas de mucha lluvia y nieve tienen techos empinados. Las casas comunales de Papúa Nueva Guinea, por ejemplo, son una arquitectura dominada por el techo, los techos altos se extienden casi hasta el suelo. Los techos altos y empinados de Alemania y Holanda son típicos de las regiones nevadas. En partes de América del Norte como Buffalo, Nueva York, Estados Unidos, o Montreal, Quebec, Canadá, existe una pendiente mínima requerida de 6 en 12 (1:2, una inclinación de 30°).
Hay estilos de construcción regionales que contradicen esta tendencia, los tejados de piedra de los chalés alpinos suelen tener una pendiente más suave. Estos edificios tienden a acumular una gran cantidad de nieve sobre ellos, lo que se considera un factor en su aislamiento. La inclinación de la cubierta está determinada en parte por el material de techado disponible, una pendiente de 3 en 12 (1:4) o mayor generalmente se cubre con tejas de asfalto, listones de madera, acero corrugado, pizarra o tejas.
El agua repelida por el tejado durante una tormenta es potencialmente dañina para el edificio que protege el techo. Si corre por las paredes, puede filtrarse en el mortero o a través de los paneles. Si se encuentra alrededor de los cimientos, puede causar filtraciones al interior, humedad ascendente o podredumbre seca. Por esta razón, la mayoría de los edificios cuentan con un sistema para proteger las paredes de un edificio de la mayor parte del agua del techo. Los aleros que sobresalen se emplean comúnmente para este propósito. La mayoría de los tejados modernos y muchos de los antiguos tienen sistemas de valles, canaletas, trombas, cabezas de agua y desagües para sacar el agua de las inmediaciones del edificio. En muchas partes del mundo, el agua de los techos se recolecta y almacena para uso doméstico.
Las áreas propensas a nevadas intensas se benefician de una cubierta de metal porque sus superficies lisas arrojan el peso de la nieve más fácilmente y resisten la fuerza del viento mejor que un techo de tejas de madera o de tejas de concreto.

### Tejados solares
Los sistemas más nuevos incluyen tejas solares que generan electricidad y también cubren el tejado. También existen sistemas solares que generan agua caliente o aire caliente y que también pueden actuar como cubierta de tejado. Sistemas más complejos pueden realizar todas estas funciones: generar electricidad, recuperar energía térmica y actuar también como cubierta de tejado.
Los sistemas solares se pueden integrar con los techos mediante:
integración en la cubierta de tejados inclinados, p.ej. tejas solares,
montaje en un techo existente, p.ej. panel solar sobre un techo de teja,
integración en una membrana de cubierta plana mediante soldadura térmica (por ejemplo, PVC) o
montaje en un tejado plano con una construcción y un peso adicional para evitar que el viento lo levante.

## Tipos de cubierta
Se suele distinguir entre dos tipos: la cubierta inclinada, y la cubierta plana, diferenciándose entre sí por su inclinación respecto al plano del suelo, poco inclinada en el segundo caso.
Ambos tipos de cubierta tienen una gran tradición en la arquitectura; las inclinadas se utilizaban más en climas principalmente lluviosos pues permiten desalojar el agua por simple gravedad, y las planas en climas más secos, donde el problema de la lluvia es episódico y el de nieve casi desconocido; las cubiertas en forma de terraza tienen aprovechamiento o habitabilidad en las noches de las épocas más cálidas, incluso para dormir al aire libre.
A medida que se han ido mejorando los sistemas de impermeabilización, la cubierta plana se ha extendido a climas lluviosos también. Por ello la cubierta plana se ha convertido en característica de un tipo de arquitectura iniciada a principios del siglo XX en los países lluviosos del norte de Europa, llamada Movimiento Moderno, países de gran tradición en cubiertas inclinadas, donde las planas resultaban chocantes. La ventaja que le atribuye este movimiento, en esos países muy fríos, es el de dejar la nieve acumulada sobre la cubierta formando un "revestimiento" aislante del frío. Antes no se hacía porque su peso producía graves problemas, como hundimientos frecuentes en las cubiertas de poca pendiente, y se hacían con gran pendiente, para que la nieve resbalase hacia el suelo. El Movimiento Moderno aprovecha los mejores conocimientos sobre cálculo de estructuras y sistemas más modernos de construcción.
| Cubierta plana o aterrazada | Cubierta a un agua | Cubierta a dos aguas | Cubierta a cuatro aguas | Cubierta en pabellón, a cuatro aguas |

### Cubiertas inclinadas
Cada plano que forma una cubierta inclinada se denomina faldón. Las aristas que separan a cada faldón se llaman limas, que pueden ser limahoya (en la parte cóncava), limatesa (en la parte convexa) o lima de quiebro (entre paños con diferente inclinación). La lima superior de coronación se llama cumbrera, caballete o gallur. Los extremos inferiores que sobresalen de la fachada (para alejar la caída del agua de la edificación) se llaman alero o alar.
Los elementos que pueden aparecer en una cubierta, para iluminar y ventilar el interior se suelen llamar lucernarios. En cubiertas inclinadas tradicionales, pueden recibir los siguientes nombres: la beata, también llamada buharda o buhardilla; el gablete, el lucero, lucernario, lumbrera o claraboya; y la montera.
Para una mejor protección de las fachadas, las cubiertas inclinadas se prolongan más allá del plano de la fachada formando un alero o alar.
Para describir la forma de las cubiertas inclinadas se suele hacer referencia al número de faldones, a los que -especialmente en este caso- se les llama "aguas", así se habla de cubiertas a un agua, a dos, tres, cuatro o más aguas. En las cubiertas a dos aguas, los cerramientos del edificio hacia los que no vierte el agua, acaban en una forma triangular que se denomina hastial o piñón.

### Cubiertas planas
El mayor problema de las cubiertas planas es que están sometidas a grandes diferencias de temperatura por lo que se deben dividir en "cuarteles", es decir secciones de tamaño no demasiado grande (se suele aceptar que tengan una dimensión máxima de 6 m en cualquier sentido), dejando una junta de dilatación entre ellas. Cada cuartel forma una especie de embudo con los bordes perimetrales horizontales y desde ellos, se forman faldones con poca pendiente hacia el punto de desagüe. En edificaciones pequeñas, se hacen al revés, de forma semejante a las cubiertas inclinadas, desaguando hacia fuera del perímetro de la edificación, pero con menor pendiente. Hay técnicas para evitar tener que hacer estas divisiones tan pequeñas, como la Cubierta invertida.
En ciertos tipos de cubiertas planas, como la llamada cubierta a la catalana, también se prolonga la cubierta fuera del plano de fachada formando un alero, en general menos saliente que en las cubiertas inclinadas.
|  |  |  |

## Materiales
Se emplea gran cantidad de materiales para construir cubiertas. Romanos y griegos las hacían con tejas labradas en materiales pétreos en edificios representativos y con tejas de alfarería en los demás. Los árabes normalizaron la llamada teja árabe de alfarería, que resolvía con una sola pieza, siempre la misma muy parecida a la cobija romana, todos los problemas de un tejado inclinado: canales, cobijas, limatesas y limahoyas. 
Las cubiertas planas se hacían también con piezas cerámicas en forma de azulejos, sobre disposiciones constructivas que dejaban resuelto el problema de la dilatación sin afectar a la construcción que protegen. En países de clima especialmente seco, se empleaba (y sigue haciéndose) directamente barro sin cocer, apelmazado, para rematar las cubiertas.
En zonas más pobres se empleaban como tejas piezas planas de piedra, principalmente de pizarra, para la cubierta. Las cubiertas de piezas planas tienen el grave inconveniente de que, como el agua puede resbalar por capilaridad entre las piezas, se exigen pendientes acusadas de más de un 50 % de inclinación y solapes grandes entre ellas para así evitarlo; por lo tanto el peso unitario (por unidad de superficie) de cubierta suele ser muy grande. Por el contrario, es un material que resiste bien la intemperie (las heladas) y de gran durabilidad.
En las cubiertas planas se protegía la parte superior, sobre las diversas capas que actuaban de impermeabilizante, mediante baldosines de alfarería (llamados en España, baldosín de Ariza o, más pequeño y delgado, baldosín catalán).
Una disposición muy conveniente para las cubiertas planas consiste en la llamada cubierta invertida: si lo normal es poner el aislante térmico bajo el material de la cubierta (de ahí el nombre de invertida), en esta se apoya directamente sobre el tablero superior y el impermeabilizante, y encima una capa de protección, que pueden ser baldosas de tamaño grande o una capa de canto rodado de río. El aislante térmico (obligatoriamente de un material hidrófugo como el poliestireno expandido) protege la capa de impermeabilizante de los rayos del sol y del frío excesivo (evitando su heladicidad) a la vez que evita movimientos debidos a la dilatación por cambios de temperaturas extremas (la cubierta sufre los cambios más importantes). El agua de lluvia resbala bajo el aislamiento y se lleva a desagüe.
Actualmente existen también cubiertas verdes, realizadas a base de distintos tipos de plantas que incluso se utilizan en las fachadas.